# Châu Văn Minh
Châu Văn Minh (sinh ngày 11 tháng 2 năm 1961, quê quán tỉnh Thừa Thiên Huế) là một nhà khoa học người Việt Nam. Ông hiện là Ủy viên Ban Chấp hành Trung ương Đảng Cộng sản Việt Nam khóa XIII, Bí thư Đảng ủy, Chủ tịch Viện Hàn lâm Khoa học và Công nghệ Việt Nam và là Phó Chủ tịch Hội đồng Giáo sư Nhà nước nhiệm kỳ 2024 - 2029.

## Giáo dục
Trình độ học vấn: Giáo sư, Tiến sĩ, Cao cấp lý luận chính trị, năm 2014, Giáo sư Châu Văn Minh được bầu là Viện sĩ Viện Hàn lâm Khoa học Quốc gia Belarus (thuộc hệ thống Viện Hàn lâm Khoa học Liên Xô cũ) tại phiên họp toàn thể các Viện sỹ quốc gia Belarus.

## Sự nghiệp
Ngày vào Đảng Cộng sản Việt Nam: 26/11/1996
Ngày chính thức: 26/11/1997
Ông là Ủy viên Ban Chấp hành Trung ương Đảng khóa XI, XII; Bí thư Đảng ủy, Chủ tịch Viện Khoa học và Công nghệ Việt Nam..
Ông là nhà khoa học lớn của Việt Nam về chuyên ngành Hóa học, có nhiều công trình nghiên cứu được công bố trên các tạp chí trong và ngoài nước.